# توماس جاي غريفز
توماس جاي غريفز (بالإنجليزية: Thomas J. Graves)‏ هو عسكري أمريكي، ولد في 29 سبتمبر 1866 في ميلتون في الولايات المتحدة، وتوفي في 27 يناير 1944.